# Andrena fuliginata
Andrena fuliginata är en biart som beskrevs av Pérez 1895. Andrena fuliginata ingår i släktet sandbin, och familjen grävbin. Inga underarter finns listade i Catalogue of Life.